# Hamza Kramou
Hamza Kramou (en arabe : حمزة كرامو) est un boxeur algérien né le 3 février 1988 en Algérie. Il a remporté la médaille de bronze aux championnats du monde juniors en 2006 et a combattu aux Jeux olympiques à Pékin en 2008.

## Carrière
Kramou a remporté la médaille de bronze de la catégorie poids plumes à Agadir aux championnats du monde juniors de 2006, où il a perdu contre le Cubain Yordan Frometa. Il a remporté les championnats arabes en février 2007 dans la même catégorie puis est passé en poids légers. Aux Jeux africains de 2007 dans son pays d'origine, il a été battu par Owethu Mbira et n'a pas remporté de médaille. Lors des qualifications olympiques de 2008, Hamza Kramou a battu Mbira et Tahar Tamsamani et s'est qualifié, même s'il a perdu la finale contre Saifeddine Nejmaoui. Lors des Jeux olympiques d'été de 2008, son premier combat était contre le favori Yordenis Ugás de Cuba et Kramou a perdu aux points 3 à 21.

### Palmarès
- Médaillé d'or dans la catégorie des poids légers aux championnats d'Afrique de boxe amateur 2007 à Antananarivo.
- Médaillé de bronze aux championnats du monde juniors de 2006 à Agadir.